# Peter M. Fischer
Peter Michael Fischer, född 1946, är en österrikisk-svensk arkeolog. Han har lett svenska arkeologiska expeditioner i Medelhavsområdet och i Främre Orienten. 

## Biografi
Fischer föddes i Wien där han läste på tekniska högskolan (teknisk matematik) och på juridiska fakulteten. Han flyttade till Sverige för att läsa medicin eller odontologi. Efter examen 1972 studerade han medelhavsarkeologi för professor Paul Åström vid Göteborgs universitet (1976). Han disputerade inom den naturvetenskapliga delen av arkeologin 1980 och blev docent vid Göteborgs universitet 1986. Efter utgrävningar på Cypern (Hala Sultan Tekke) och i Grekland (Midea) startade han 1989 den första svenska expeditionen i Jordanien, The Swedish Jordan Expedition, och 1999 den första svenska expeditionen i Gazaremsan, Palestinska områden, The Swedish Palestine Expedition. År 2009 blev han ledare för The Swedish Cyprus Expedition. År 2011 blev han adjungerad professor i Göteborg. Han har fram till 2013 deltagit i eller lett över 30 expeditioner, publicerat talrika vetenskapliga artiklar och åtta böcker. Han är bland annat medlem i Kungliga Vitterhetssamhället i Göteborg, korresponderande medlem i Kungliga Vitterhetsakademin i Stockholm, och i Österrikiska Vetenskapsakademien i Wien (ÖAW).